# Boyne River (Burnett River)
Der Boyne River ist ein Fluss im Südosten des australischen Bundesstaates Queensland.

## Geographie

### Flusslauf
Der Fluss entspringt am Nordrand der Bunya Mountains, rund 35 Kilometer südwestlich der Stadt Kingaroy. Von dort fließt er nach Nordwesten und bildet bei der Kleinstadt Boondooma den gleichnamigen Stausee. An dessen Nordende tritt er wieder aus und setzt seinen Lauf nach Nordwesten fort. Ungefähr 10 Kilometer südwestlich von Mundubbera mündet er in den Burnett River.

### Nebenflüsse mit Mündungshöhen
- Ironpot Creek – 359 m
- Broad Creek – 354 m
- Johnson Creek – 337 m
- Garden Creek – 333 m
- Waterloo Creek – 332 m
- Goggs Creek – 309 m
- Lawsons Broad Creek – 304 m
- Groy Creek – 297 m
- Boondooma Creek – 293 m
- Warringa Creek – 293 m
- Jua Creek – 293 m
- Stuart River – 293 m
- Geer Creek – 191 m
- Wigton Creek – 180 m
- Barabara Creek – 159 m
- Toondahra Creek – 154 m
- Derrarabungy Creek – 152 m
- Coongoobar Creek – 149 m
- Coocher Creek – 141 m
- Derri Derra Creek – 116 m[1]

### Durchflossene Stauseen
- Lake Boondooma – 293 m[1]